# Gouvernement de Tasmanie
La forme du gouvernement de Tasmanie est régi par la Constitution, qui date de 1856, même si elle a été modifiée plusieurs fois depuis. Depuis 1901, la Tasmanie est un des six États qui forment la fédération australienne et la constitution australienne régit ses relations avec le gouvernement fédéral. 
En vertu de la Constitution australienne, la Tasmanie a cédé certains pouvoirs législatif et judiciaire à la fédération, mais a conservé une complète indépendance dans tous les autres domaines. Dans la pratique, cependant, l'indépendance des États australiens a été fortement érodée par la domination financière croissante de la Fédération. 
La Tasmanie est régie par les principes du système de Westminster, une forme de gouvernement parlementaire basé sur le modèle du Royaume-Uni. Le pouvoir législatif appartient au Parlement de Tasmanie, qui est composé de la Couronne, représentée par le gouverneur de Tasmanie, et les deux Chambres, le Conseil législatif tasmanien et l'Assemblée tasmanienne. 
Le pouvoir exécutif revient officiellement au gouvernement appelé Conseil exécutif, composé du Gouverneur et des principaux ministres. Dans la pratique, le pouvoir exécutif est exercé par le Premier Ministre et le Cabinet, qui sont nommés par le gouverneur, mais qui occupent leur fonction en vertu de leur capacité à obtenir l'appui de la majorité des membres de la Chambre des députés. 
Le pouvoir judiciaire est exercé par la Cour suprême de Tasmanie et un système de tribunaux inférieurs, mais la Haute Cour d'Australie et d'autres tribunaux fédéraux sont prédominants pour les questions qui relèvent du champ d'application de la Constitution australienne. 
La Chambre des députés -House of Assembly- est la chambre basse du Parlement de Tasmanie. Il y a cinq circonscriptions: Bass, Braddon, Denison, Franklin et Lyon. Ces circonscriptions sont les mêmes limites que les cinq circonscriptions fédérales mais, comme il y a vingt-cinq députés -members of the House of Assembly-, chaque circonscription élit cinq députés selon la méthode du scrutin à vote unique transférable. Les députés sont élus pour un mandat de 4 ans. 
Le Conseil législatif -Legislative Council- est la chambre haute du Parlement de Tasmanie. Il est composé de 15 membres, représentant chacun l'une des 15 circonscriptions électorales: Apsley, Montgomery, Rosevears, Derwent, Murchison, Rowallan, Elwick, Nelson, Rumney, Huon, Paterson, Wellington, Mersey, Pembroke et Windermere. Les limites de chaque circonscription sont déterminées par le tribunal de redistribution du Conseil législatif - Legislative Council Redistribution Tribunal-. 
Les élections se déroulent sur un cycle de six ans. Une année sur deux, trois membres sont élus en mai, deux en mai l'année suivante et ainsi de suite. 
Les élections locales sont organisées selon la loi sur l'administration locale avec un scrutin à vote unique transférable Les maires, leurs adjoints et la moitié des conseillers sont élus au mois de septembre et octobre de chaque année impaire. 
La Tasmanie a vingt-neuf zones d'administration locale. Il s'agit de six villes (trois pour le grand Hobart, et une pour chacune des villes de Launceston, Devonport et Burnie) et vingt-trois municipalités. La plus grande zone (en nombre d'électeurs inscrits) est la ville de Launceston et la plus petite est la municipalité de Flinders (qui représente l'Archipel Furneaux -Flinders Island et les îles environnantes, où il y a un peu plus de 800 électeurs).

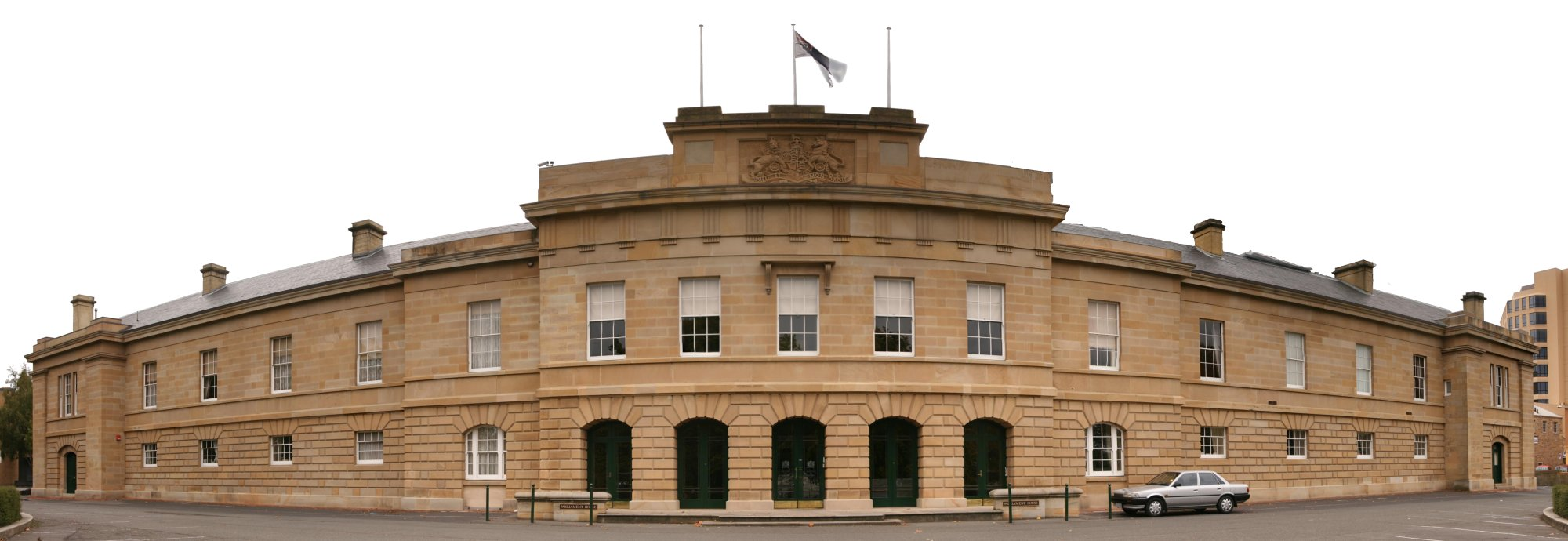
Les bâtiments du Parlement de Tasmanie.